# Rifa

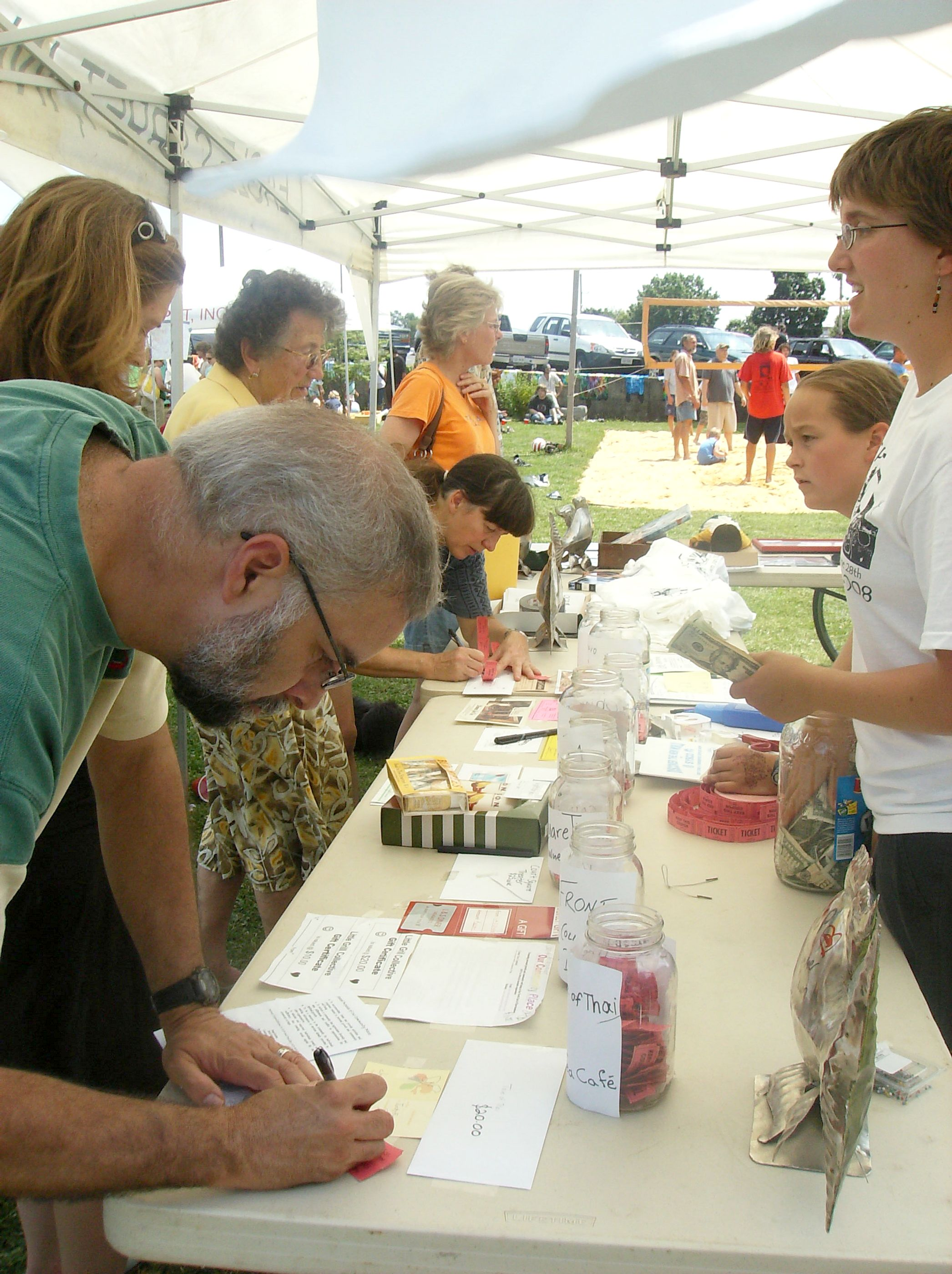
Comprando rifas de restaurante no Our Community Place Lawn Jam em Harrisonburg, Virgínia (28 de junho de 2008).

Rifa é um método tradicional de jogo de apostas onde o organizador da campanha de arrecadação oferece um brinde para ser sorteado entre os apoiadores em retribuição ao apoio recebido.

## Origem
A rifa é popular na América do Sul, especialmente no Brasil, além de ser conhecida e utilizada em Portugal e na Itália. Apesar da ausência de documentação histórica sobre a rifa, acredita-se que ela tenha surgido em um restaurante no sul da Itália. O dono do restaurante, que estava em grave crise financeira, resolveu solicitar ajuda aos amigos e clientes para manter o estabelecimento aberto. Assim, ele pediu 30 contribuições (registradas sequencialmente em papel, de 1 a 30). Como agradecimento pelo apoio recebido, realizou um sorteio onde um dos doadores recebeu um prato de macarrão. Com o sucesso dessa campanha de arrecadação, os moradores da região passaram também a utilizar esse tipo de campanha, que logo se espalhou pelo resto da Itália e outros países. A rifa chegou ao Brasil provavelmente com a imigração italiana, que teve seu ápice no período entre 1880 e 1930.

## Distinção entre rifa e sorteio como jogo de azar
Há muita confusão entre rifa e sorteio como jogo de azar. Mas o que diferencia a rifa do sorteio como jogo de azar é a motivação e o objetivo. A motivação da rifa é beneficente e seu objetivo não lucrativo. Desde sua origem, a rifa tem sido utilizada como um modo de angariar apoio financeiro dos amigos e conhecidos para superar um momento difícil, ou para manter um projeto ou ação sem fins lucrativos em curso.
Outra configuração de financiamento coletivo na vida social é a ação entre amigos, a famosa rifa. O sistema em geral é o mesmo: diversos números são vendidos e alguns prêmios são sorteados no final. Porém o que move as pessoas a participar da rifa não é apenas o sorteio de uma recompensa material (ainda que seja um importante incentivo), mas sim a participação na construção de algo coletivo, na solução de um problema ou na realização de um sonho.
Porém, não são todos que se sentem confortáveis em pedir sem dar nada em troca. Esse constrangimento em pedir e receber ajuda pode ter relação com cultura de voluntariado pouco desenvolvida em países latinos, assim como o baixo capital social. Por isso, as pessoas se sentem mais confortáveis em pedir ajuda quando podem oferecer algo em troca, mesmo com valor simbólico. Sendo a motivação beneficente, as pessoas apoiam uma campanha de arrecadação por meio de rifa não por causa do brinde, mas para poder ajudar um amigo, conhecido ou causa social. O que move os doadores é a solidariedade, sendo o brinde uma característica lúdica da campanha de arrecadação.
Já o sorteio como jogo de azar, a motivação é o ganho e o objetivo é o lucro. Jogos de azar tem objetivo lucrativo, e muitas vezes estão organizados como atividade econômica/comercial contínua, como loterias. O que leva as pessoas a participarem de um sorteio é a possibilidade de ganhar algo, independente do que está por detrás da realização do sorteio. As pessoas que participam de loterias e jogos de azar não estão preocupadas com o destino do valor arrecadado pela venda de bilhetes. Para elas, a única motivação e interesse é a possibilidade aleatória do ganho. Nos jogos de azar o brinde é o ponto central da motivação, não havendo sentimento de solidariedade ou responsabilidade social.